# Matthew Beard (Schauspieler, 1989)
Matthew Beard (* 25. März 1989 in London) ist ein britischer Schauspieler.

## Leben und Karriere
Beard, der drei jüngere Schwestern hat, besuchte die King Ecgbert School in Sheffield und studierte anschließend Englisch und Französisch an der University of York.
Erste Rollen übernahm er im Kleinkindalter in Fernsehserien.
Sein Theaterdebüt hatte er in einer Westend-Produktion von Skylight von David Hare. Für seine Leistung erhielt er eine Nominierung für den Emerging Talent Award der London Evening Standard Awards. 2018 spielte er am Wyndham’s Theatre an der Seite von Jeremy Irons und Leslie Manville eine Rolle in Eugene O’Neills Stück Eines langen Tages Reise in die Nacht.
Sein schauspielerischer Durchbruch im Film gelang ihm 2007 mit der Rolle des Jugendlichen Blake in Die Zeit, die uns noch bleibt, der als Erwachsener von Colin Firth dargestellt wurde. Für seine Darstellung wurde er für einen British Independent Film Award in der Kategorie Best Newcomer nominiert. Seither war er unter anderem in An Education, einer Verfilmung des Romans von Nick Hornby, zu sehen.
Beard arbeitete 2011 als Model für das englische Modelabel Burberry und 2015 für Prada.

## Filmografie (Auswahl)
- 2002: An Angel for May (Fernsehfilm)
- 2003: Sons and Lovers (Fernsehfilm)
- 2003: The Eustace Bros. (Fernsehserie, fünf Episoden)
- 2007: Die Zeit, die uns noch bleibt (And When Did You Last See Your Father?)
- 2009: An Education
- 2010: Chatroom
- 2010: Hippie Shake
- 2012: Das verlorene Labyrinth (Labyrinth, Fernsehfilm)
- 2013: Rogue (Fernsehserie, 7 Episoden)
- 2014: The Imitation Game – Ein streng geheimes Leben (The Imitation Game)
- 2014: The Riot Club
- 2018: Elizabeth Harvest
- 2018: Johnny English – Man lebt nur dreimal (Johnny English Strikes Again)
- 2018: Kiss Me First (Fernsehserie)
- seit 2019: Vienna Blood (Fernsehserie)
- 2020: Dracula (Fernsehserie)